# Concatedral

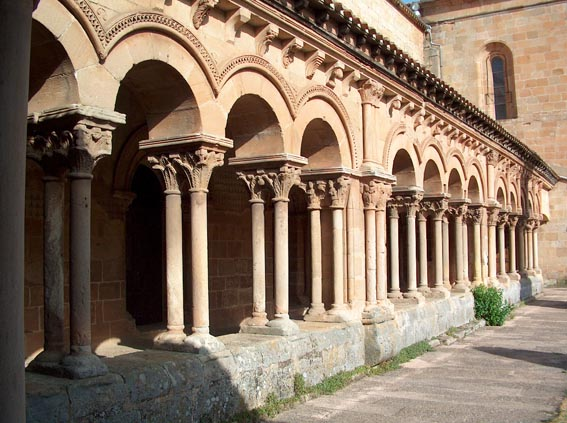
Claustro de la Concatedral de San Pedro de Soria.

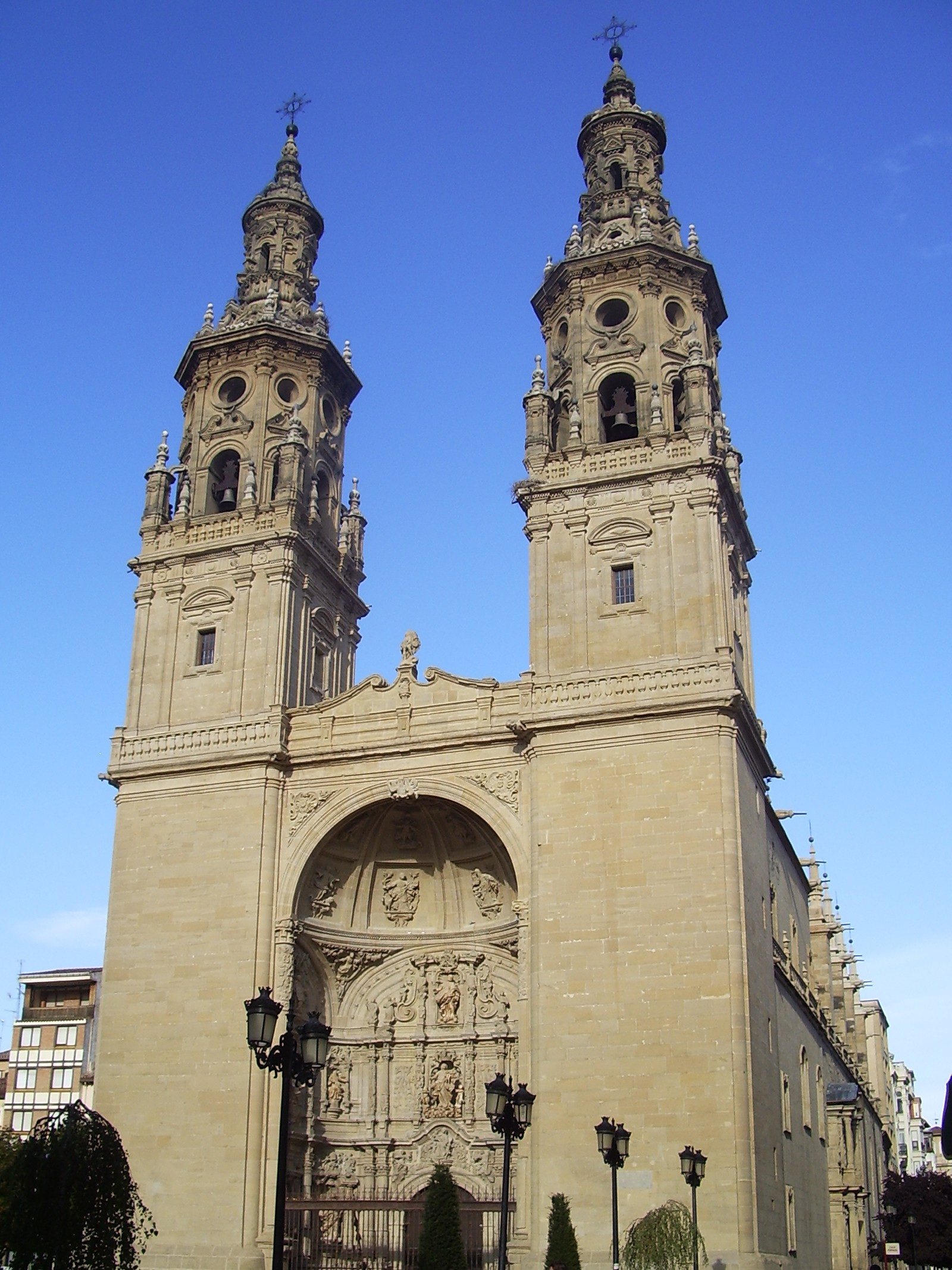
Fachada de la Concatedral de Santa María de La Redonda en Logroño.

Una iglesia concatedral, por substantivación, concatedral o cocatedral es un templo cristiano que tiene rango de iglesia catedral, compartiendo la condición de sede o cátedra del obispo —lugar desde donde cada obispo preside y guía a la comunidad, enseñando la vida de fe y la doctrina de la Iglesia— con otro templo catedralicio. El rango es una concesión dada por la Santa Sede y posee todos los derechos y privilegios de las iglesias catedrales, los cuales tienen un profundo sentido pastoral.
Según la base de datos de referencia en el mundo católico, «gcatholic.org», al 13 de septiembre de 2021, la Iglesia católica tiene 332 cocatedrales con 3064 catedrales y 51 procatedrales, además de 510 antiguas catedrales antiguas. La mayoría de cocatedrales se encuentran en Italia, que tiene 139 (41,86%) a las que se suma la basílica-cocatedral de San Marino en San Marino en el país del mismo nombre; en Europa, Polonia tiene 18, España, 14 y Francia metropolitana 14 (15 si se considera la concatedral de Nuestra Señora de la Asunción (Saint-Pierre), en Martinica). Estados Unidos tiene 17 y Brasil solo 11.
Aparte de la Iglesia católica, la Iglesia de Inglaterra, desde 2014, tiene tres cocatedrales, Bradford, Ripon y Wakefield.

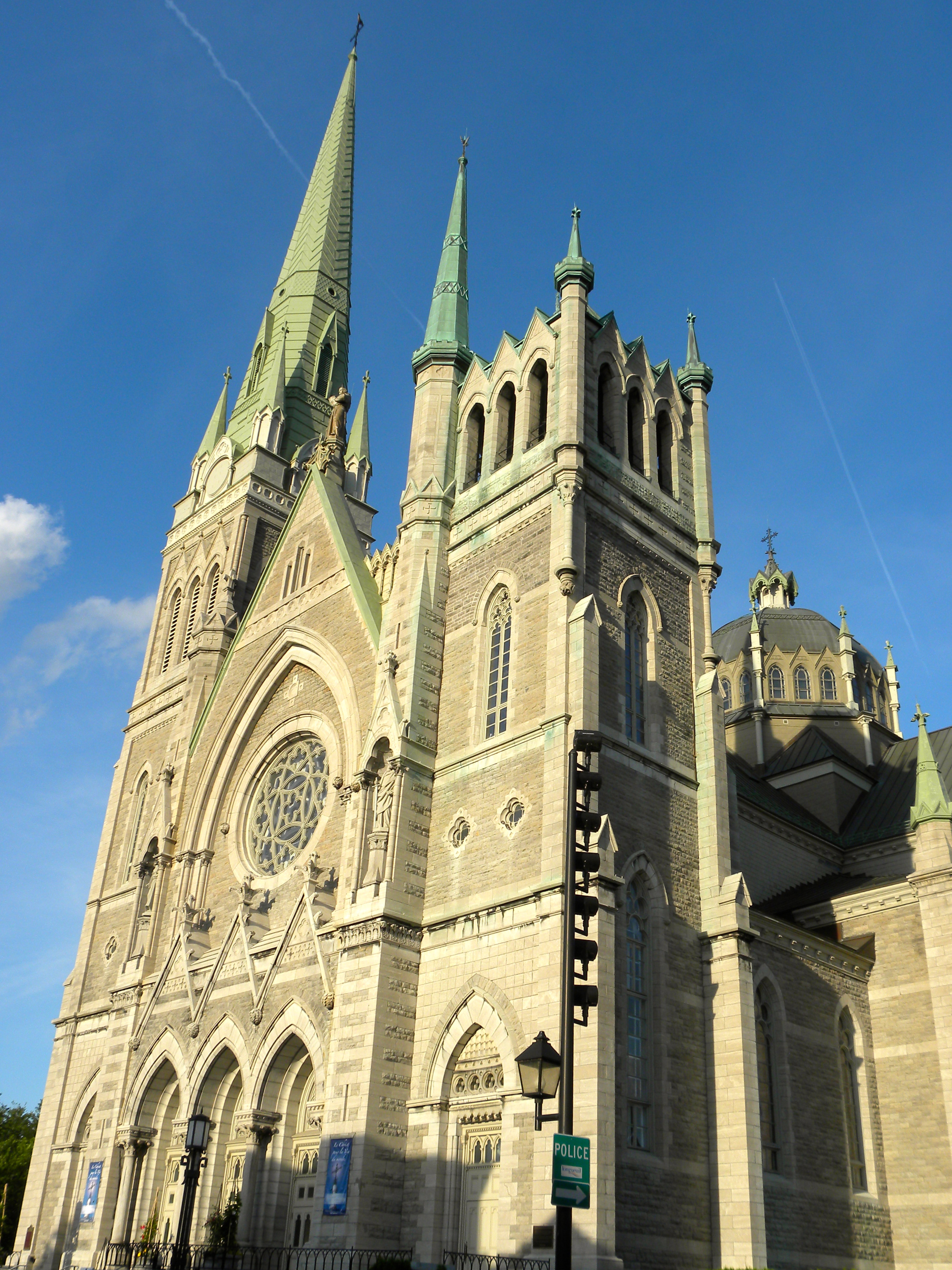
Concatedral de San Antonio de Padua, en Longueuil, Québec
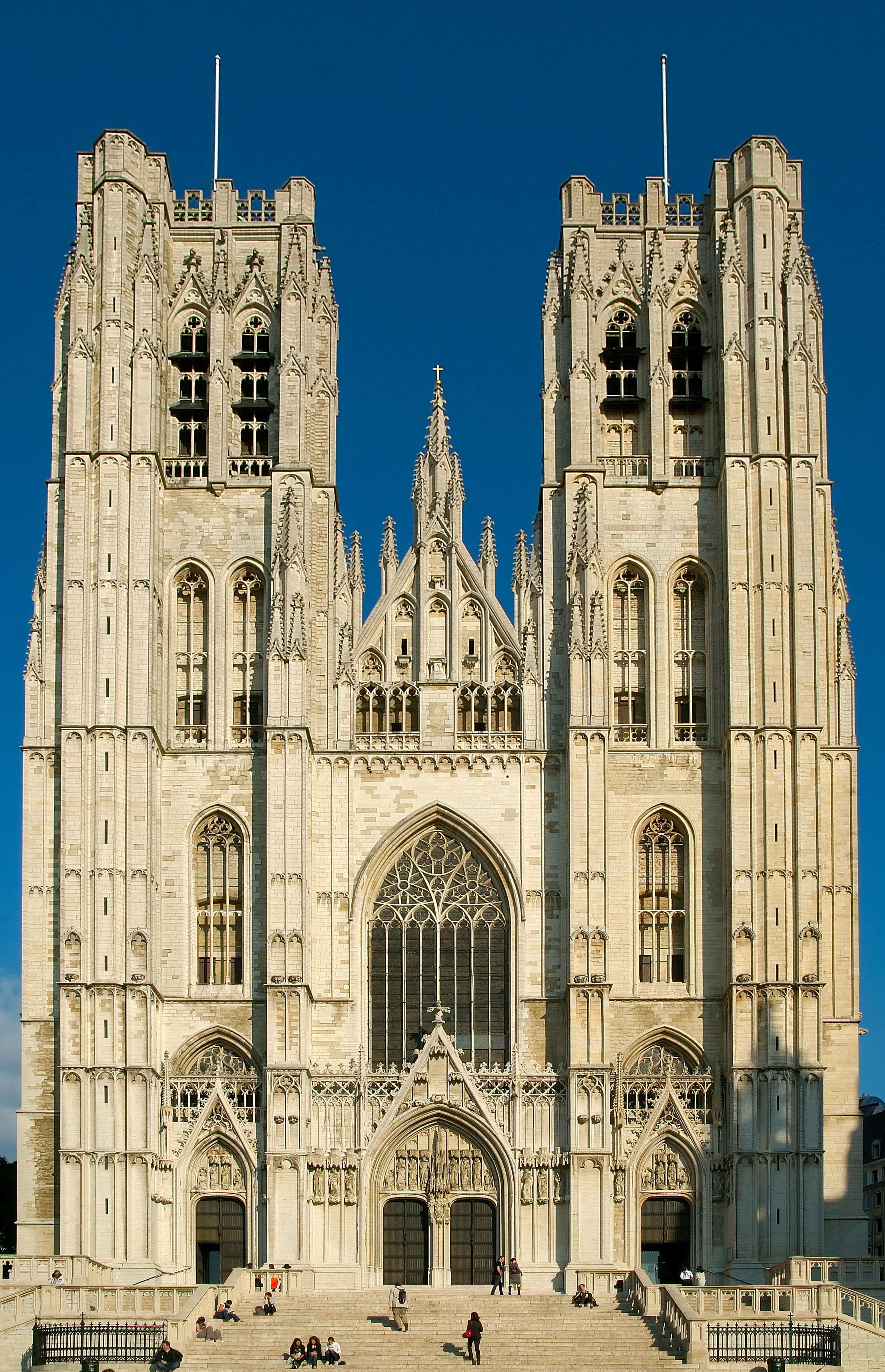
Concatedral de San Miguel y Santa Gúdula de Bruselas, Bruselas, Bélgica
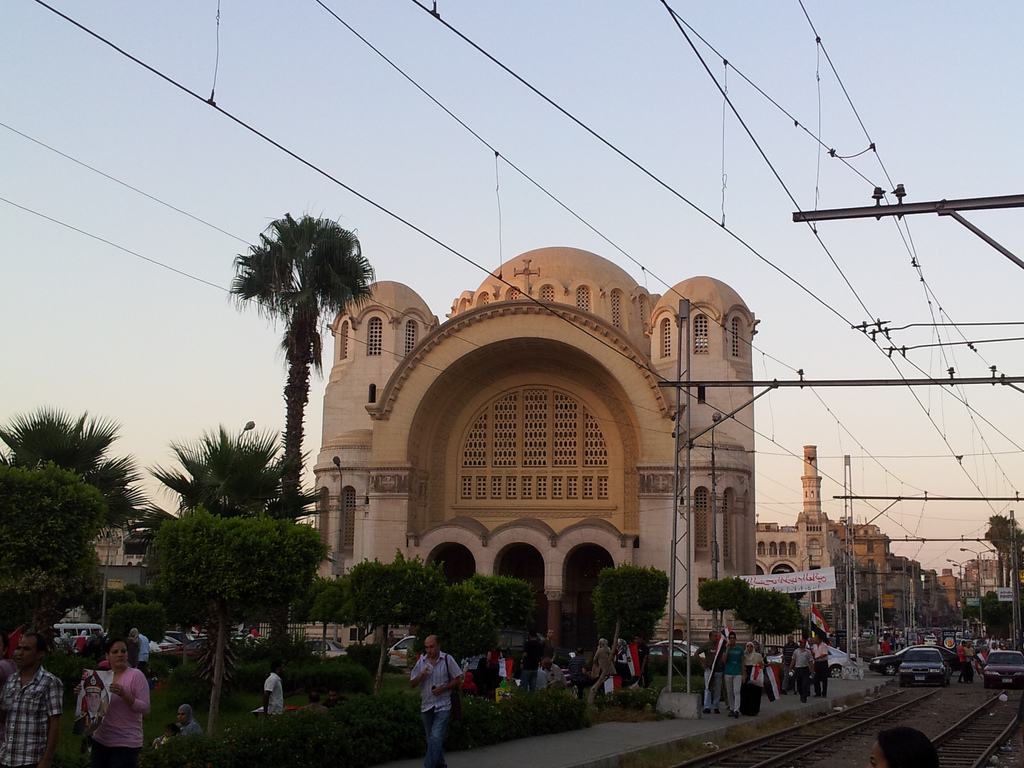
Concatedral de Nuestra Señora, Heliópolis, Egipto
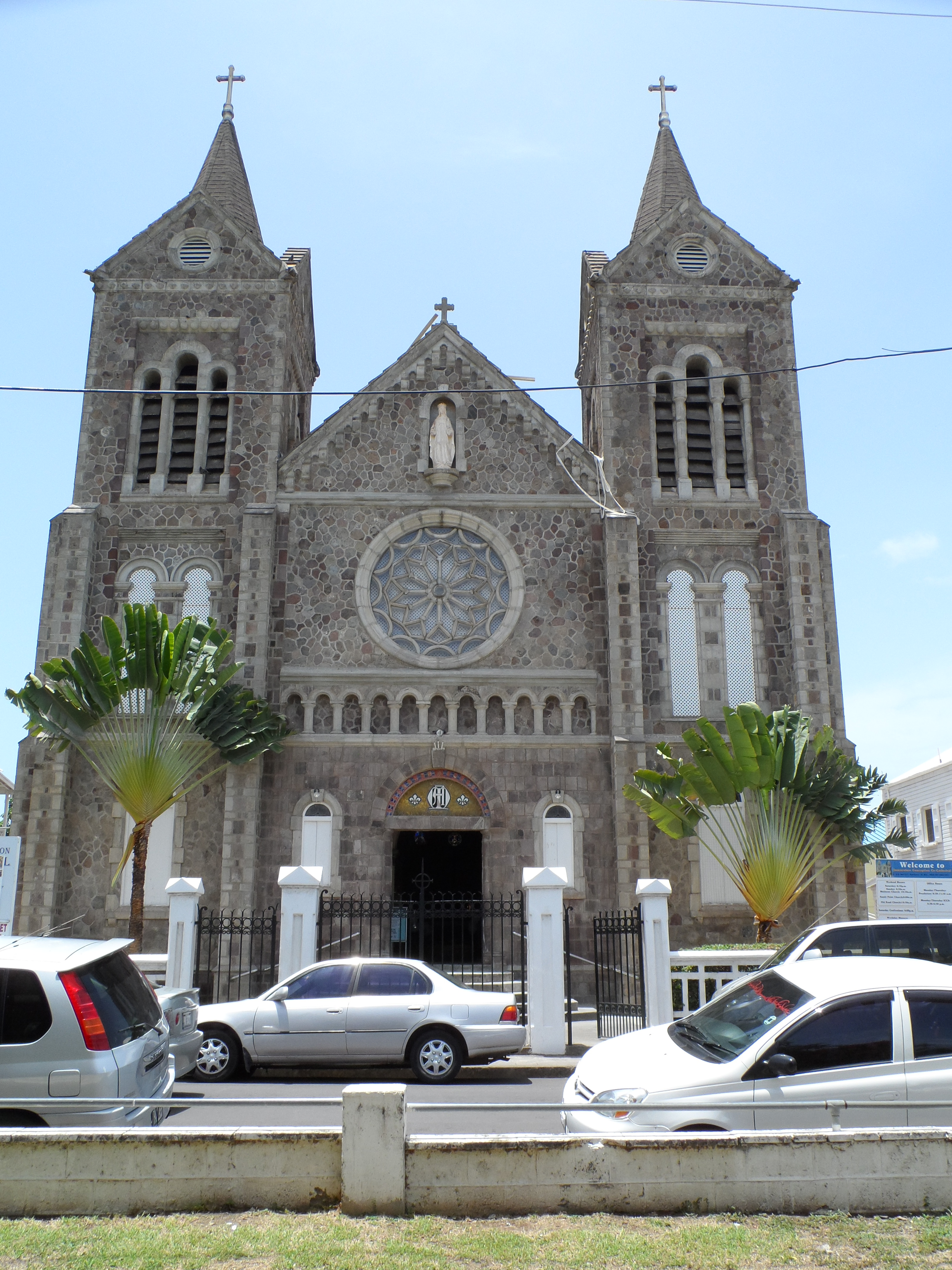
Co-Cathédrale de l'Immaculée Conception, Basseterre, Saint Kitts et Nevis
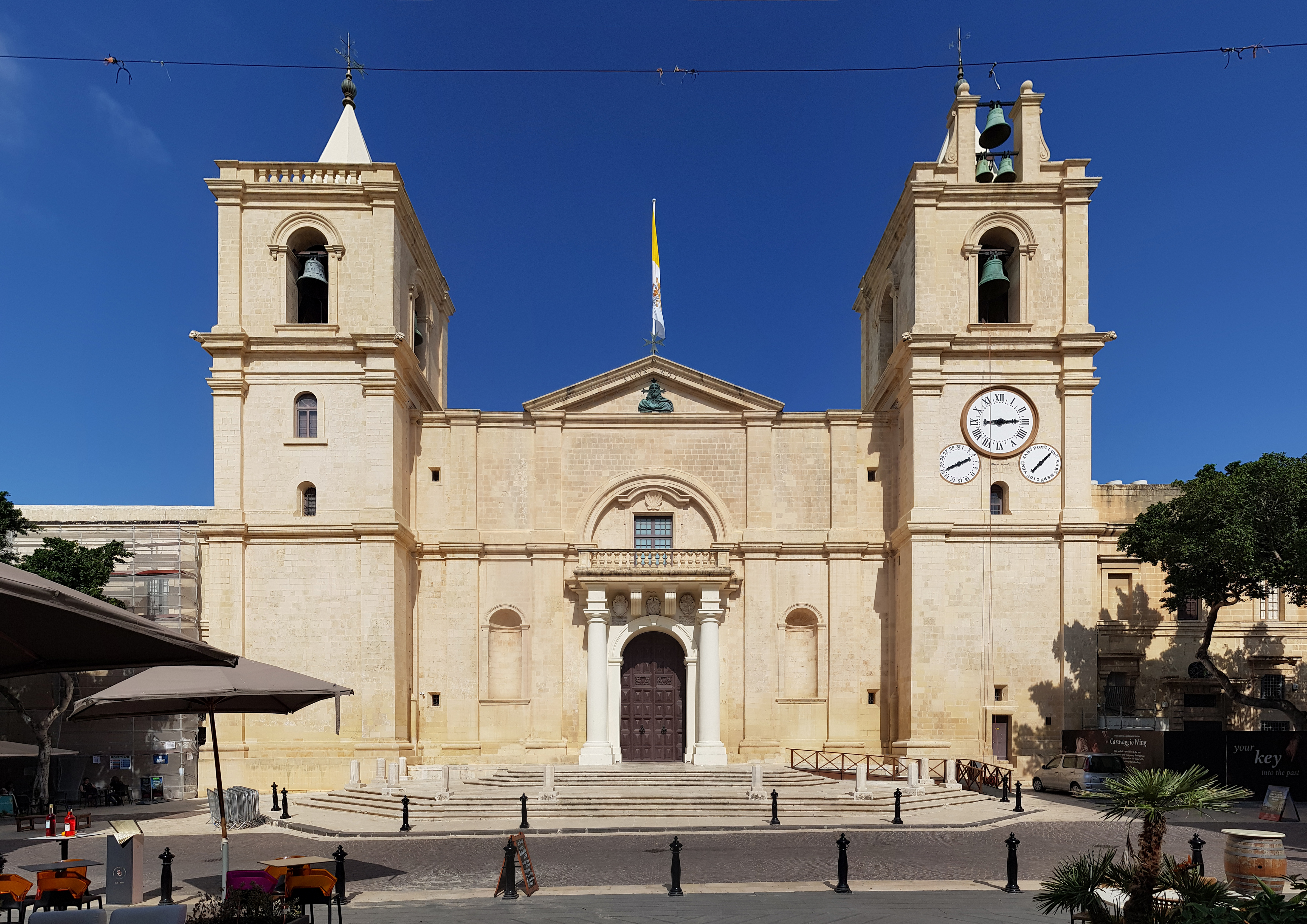
Concatedral de San Juan, La Valeta, Malta
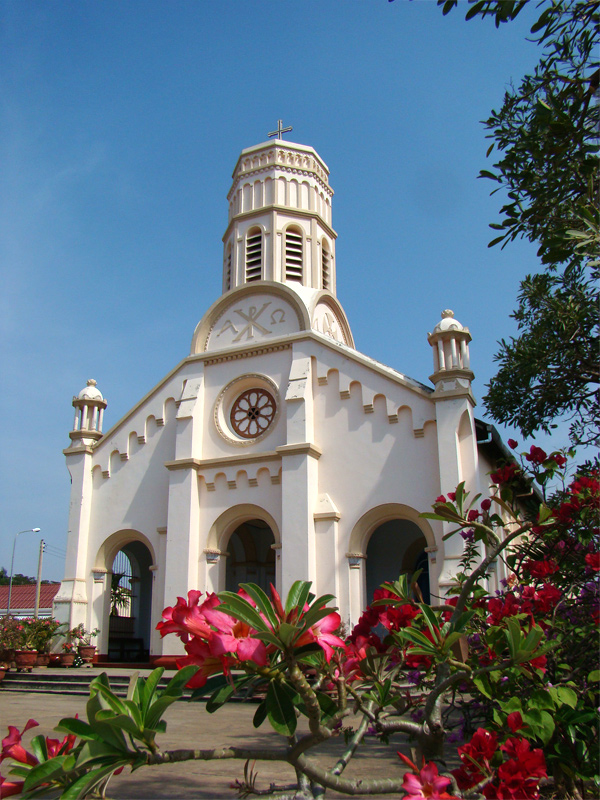
Concatedral de Santa Teresa, Savannakhet, Laos
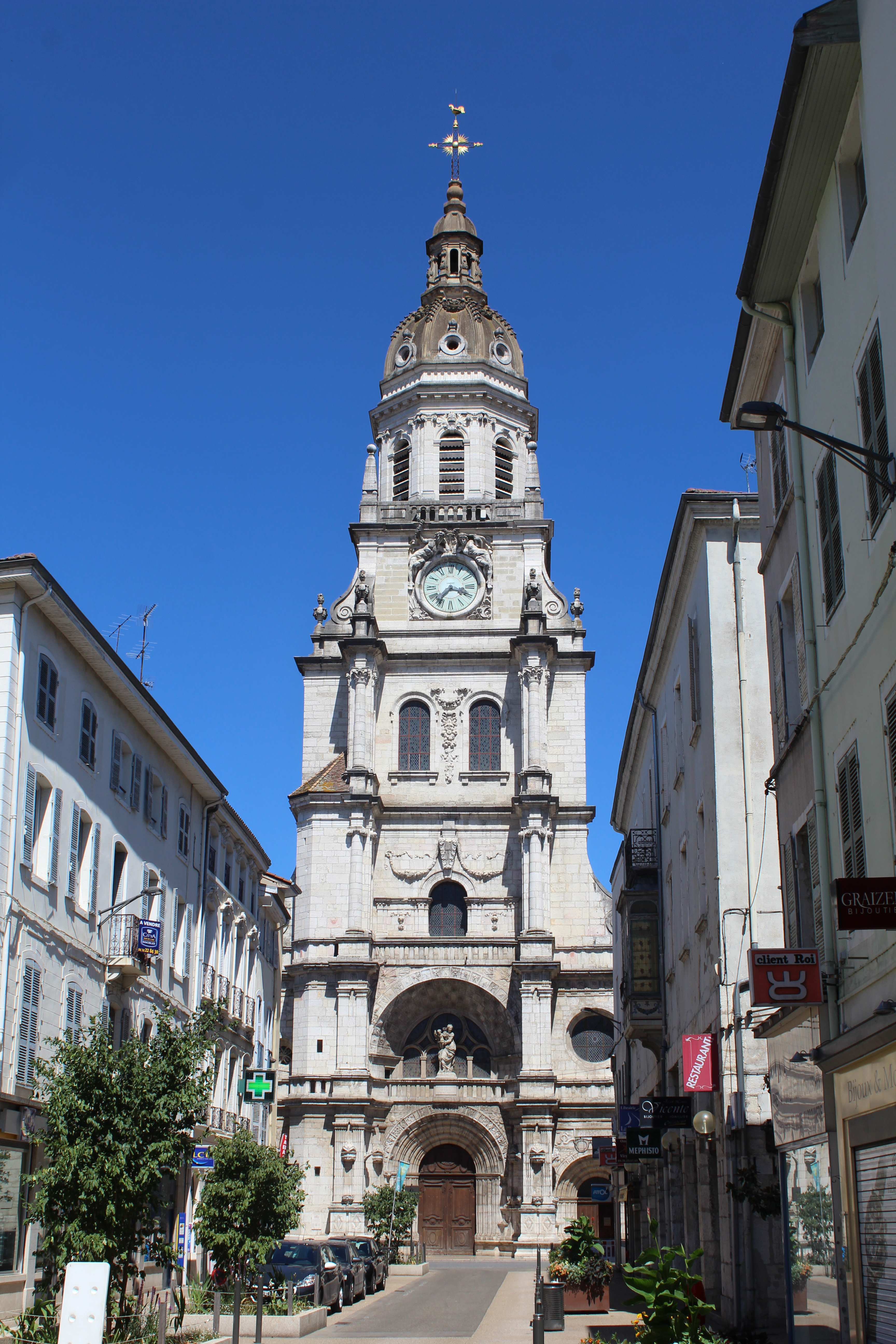
Concatedral de Nuestra Señora, Bourg-en-Bresse, Francia
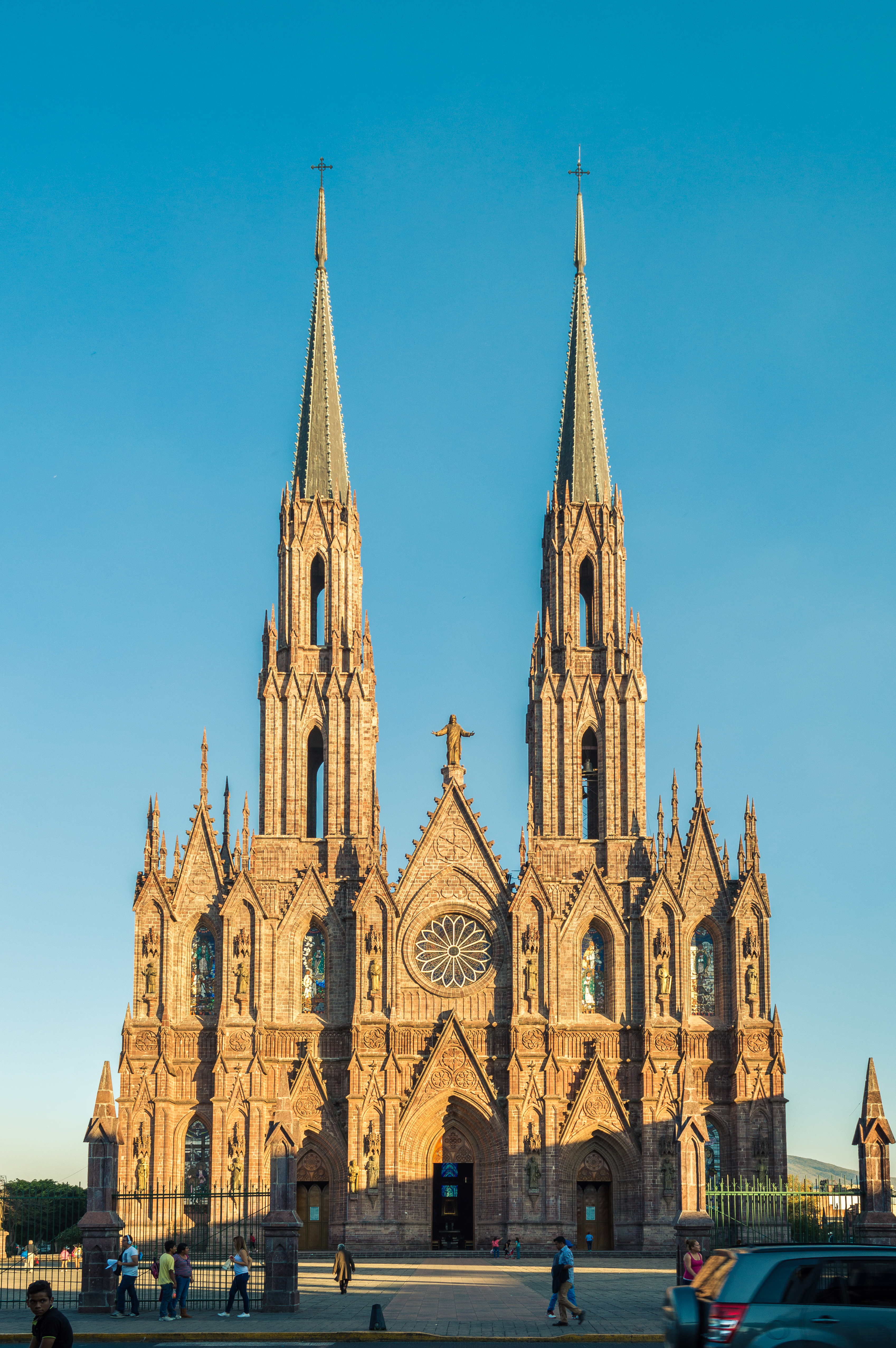
Santuario Diocesano de Nuestra Señora de Guadalupe, Concatedral de la diócesis de Zamora, México.

## Etimología
Al vocablo catedral derivado del griego καθέδρα (catedra) que se traduce como asiento y se refiere a la presencia de la silla o trono del obispo o arzobispo, es decir, la cátedra; se le añade el prefijo "con" o "co" proveniente del latín y que significa unión o colaboración.

## Origen
El rango de concatedral se creó para aquellos edificios que nunca fueron catedrales y que son sede de obispado desde el concordato con la Santa Sede de 1953 que reestructuró las diócesis españolas para "evitar, en lo posible, que las diócesis abarquen territorios pertenecientes a diversas provincias civiles". 

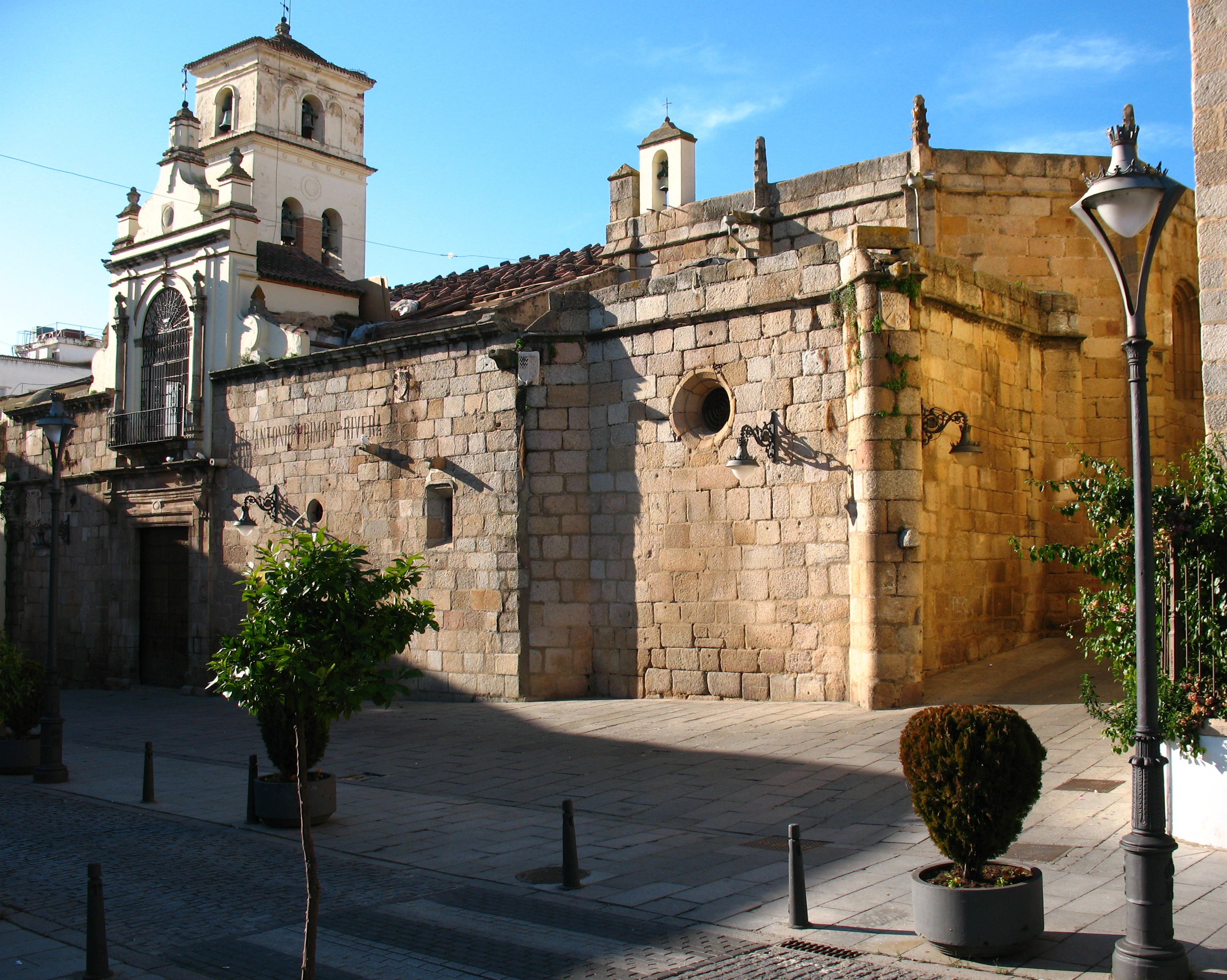
Concatedral de Santa María en Mérida.

En muchos casos, como en el de la Concatedral de San Pedro de Soria, la aspiración por acoger la sede obispal venía desde hacía siglos (en este caso desde el siglo XIII) habiéndose denegado tal aspiración reiteradamente hasta que en 1959, el papa Juan XXIII, con la Bula 'Quandoquidem Animorum', concedió el título de concatedral.
Ejemplos de concatedrales en España son las de Santa María en Cáceres, o las del mismo nombre en Guadalajara, Logroño, Castellón, Vigo y Mérida; la Concatedral de Ferrol y la mencionada de San Pedro en Soria.